# Tronco costocervical
El tronco costocervical surge de la parte superior y posterior de la segunda porción de arteria subclavia, detrás del escaleno anterior en el lado derecho, y medial al mismo músculo en el lado izquierdo.
Se divide en la arteria cervical profunda y el arteria intercostal superior (la más alta de las intercostales), la cual desciende detrás de la pleura delante del cuello de la primera y la segunda costilla, y se anastomosa con el primera arteria intercostal proveniente de la aorta torácica (3.º posteriores intercostal arteria).
Cuando  cruza el cuello de la primera costilla pasa medial a la división anterior del primer nervio torácico, y lateral al primer ganglio torácico del tronco simpático. 
En el primer espacio intercostal,  emite una rama que está distribuida de manera similar a la distribución de las intercostales provenientes de la aorta.
La rama del segundo espacio intercostal normalmente se une con una de las arterias intercostales aórticas más superiores.
Esta rama no es constante, pero es encontrada con más frecuencia en el lado derecho; cuándo está ausente, su sitio está suministrado por una rama intercostal de la aorta.
Cada arteria intercostal emite una rama posterior que va a los músculos vertebrales posteriores, y envía una rama espinal pequeña a través del correspondiente foramen intervertebral a la médula espinal y sus membranas.

## Ramas
- Arteria cervical profunda
- Arteria intercostal superior